# 1970

## Събития
- 15 февруари – Самолет на „Доминикана де Авиасион“ се разбива Карибско море след излитане от международното летище „Лас Америкас“, Санто Доминго и убива 102 души.
- 21 февруари – Самолетът при полет 330 на „Суисеър“ е взривен от ООП, чрез поставяне на него бомба. Самолетът се разбива в гориста местност във Вюренлинген, близо до Цюрих, загиват всички 47 души на борда.
- 29 април – САЩ напада Камбоджа.
- 31 май-21 юни – В Мексико се провежда 9-ото Световно първенство по футбол с 16 участващи национални тима. Отборът на Бразилия печели трофея.
- 9 август – Самолетът при полет 502 на LANSA се разбива след излитане от летище Куиспикиля, Куско, Перу и убива 99 от 100-те души на борда, както и двама души на земята.
- 6 септември – Отвличания на летище „Доусънс Фийлд“: Народният фронт за освобождение на Палестина отвлича четири пътнически самолета на „Пан Ам“, „Транс Уърлд Еърлайнс“ и „Суисеър“, изпълняващи полети до Ню Йорк от Брюксел, Франкфурт и Цюрих, и ги прекарва до пустинна писта в Йордания.
- 18 октомври – Ануар Садат става официално президент на Египет.
- 14 ноември – Самолетът при полет 932 на „Саутърн Еъруейс“ се разбива в планини близо до Хънтингтън, Западна Вирджиния и убива 75 души, включително почти целия футболен отбор на университета „Маршал“.
- В Германия е създаден първият национален парк Баварска гора (240 km²).
- В гр. Сопот е основано женско дружество „Постоянство“ с председател Съба Вазова.

## Родени
- Джош Базел, американски писател
- Мирослав Мирославов, български футболист
- Фил Колинс, британски визуален артист
- 1 януари – Христо Бонин, български актьор
- 6 януари
  - Димитър Екимов, български музикант († 2008 г.)
  - Цанко Цветанов, български футболист
- 12 януари – Зак де ла Роча, американски рок-певец
- 15 януари – Даниел Боримиров, български футболист, състезател на Левски и националния отбор
- 15 януари – Росица Ангелова, българска поетеса
- 17 януари – Джеймс Уатана, тайландски играч на снукър
- 20 януари – Бранка Катич, сръбска актриса
- 21 януари – Ален Бокшич, хърватски футболист
- 25 януари – Иво Железаров, български футболист
- 27 януари – Еманюел Паю, швейцарски музикант
- 29 януари
  - Добрин Рагин, български футболист
  - Петър Малинов, български футболист
- 4 февруари – Габриел Ануар, английска актриса
- 10 февруари – Наталия Симеонова, българска телевизионна водеща
- 11 февруари – Ивайло Йотов, български футболист
- 17 февруари – Алеко Гетов, български футболист
- 19 февруари – Юасим Канс, шведски рокпевец
- 20 февруари – Юлия Франк, немска писателка
- 26 февруари – Николай Желязков, български волейболист
- 27 февруари – Димитър Попов, български футболист
- 1 март – Ути Бъчваров, български актьор и телевизионен водещ
- 3 март – Руми Касахара, японска актриса
- 5 март – Джон Фрушанте, американски китарист
- 10 март – Иван Ласкин, български филмов и театрален актьор († 2019 г.)
- 12 март – Рой Кан, норвежки певец
- 16 март – Михаил Христов, български футболист
- 24 март – Лара Флин Бойл, американска актриса
- 26 март – Александър Гарибов, Председател УС на ПФК ЦСКА (София)
- 27 март
  - Елизабет Мичъл, американска актриса
  - Хилда Казасян, българска джаз певица
- 28 март – Винс Вон, американски актьор
- 3 април – Дитмар Дат, немски писател
- 8 април – Георги Любенов, български футболист
- 19 април – Луис Мигел, мексикански певец
- 26 април – Николай Марков, български специалист по национална и международна сигурност
- 29 април
  - Андре Агаси, американски тенисист
  - Ума Търман, американска актриса
- 30 април – Халит Ергенч, турски актьор
- 2 май
  - Костадин Видолов, български футболист
  - Тошко Хаджитодоров, български сценарист
- 7 май – Веселин Геров, български футболист
- 8 май – Александра Потър, британска писателка
- 11 май
  - Даниел Пеев, български волейболист
  - Ева Менасе, австрийска писателка
- 12 май – Гено Добревски, български футболист
- 15 май – Юдит Херман, немска писателка
- 16 май – Габриела Сабатини, аржентинска тенисистка
- 17 май – Анжелика Агурбаш, беларуска певица, актриса и модел
- 19 май – Петър Кауков, български актьор и театрален режисьор
- 20 май – Стефан Вълдобрев, български актьор и музикант
- 27 май – Бианка Панова, художествена гимнастичка
- 28 май – Иван Попов, български писател
- 2 юни
  - Би-Риъл, американски рапър
  - Георги Донков, български футболист
- 3 юни – Петер Тегтгрен, шведски метъл музикант
- 6 юни
  - Андриан Душев, кану-каяк
  - Джеймс Шафър, американски китарист
- 19 юни
  - Антонис Ремос, гръцки поп-изпълнител
  - Брайън Уелч, американски китарист, бивш член на Корн
  - Рахул Ганди, Индийски политик
- 20 юни – Андреа Налес, немски политик
- 23 юни
  - Кристиан Майер, перуански актьор
  - Ян Тиерсен, френски композитор
- 26 юни – Съни Сънински, български режисьор
- 7 юли – Георги Антонов, български футболист
- 8 юли – Тод Мартин, американски тенисист
- 12 юли – Лия, българска попфолк певица
- 14 юли – Веселин Вешев, български политик, предприемач и спортист
- 15 юли
  - Цветан Гашевски, български спортист
  - Юлиан Вергов, български актьор
- 19 юли – Димитър Найденов, български юрист и политик
- 22 юли – Боян Манчев, български философ
- 24 юли
  - Ели Кокину, гръцка певица
  - Росен Петров, български телевизионен водещ и продуцент
- 27 юли – Тимо Маас, германски музикант
- 11 август – Джанлука Песото, италиански футболист
- 13 август – Алан Шиърър, английски футболист
- 16 август – Сейф Али Хан, индийски актьор
- 17 август
  - Джим Къриър, американски тенисист
  - Диа Ангелова, българска поетеса
- 25 август 
  - Аарън Джефри, новозеландски актьор
  - Клаудия Шифер, германски модел
  - Мариян Тодоров, български футболист и треньор
- 26 август – Велко Йотов, български футболист
- 27 август 
  - Питър Ебдън, английски играч на снукър
  - Юлиян Нейчев, български футболист
  - Единьо, бразилски футболист
- 31 август
  - Ваня Щерева, българска актриса, певица и писателка
  - Рания ал-Ясин, кралица на Йордания
- 3 септември – Димитър Тотев, български футболист
- 4 септември – Игор Кавалера, бразилски барабанист, бивш член на Сепултура
- 9 септември – Наталия Страйгнард, венецуелска актриса
- 13 септември – Ким Сун-ил, южнокорейски преводач († 2004 г.)
- 15 септември 
  - Иван Милиев, български футболист
  - Иван Топалов, български футболист
- 16 септември – Момчил Николов, български писател
- 19 септември – Сони Андерсон, бразилски футболист
- 23 септември – Ани Дифранко, американска певица
- 4 октомври – Здравко Здравков, български футболист, вратар на Ризеспор и нац. отбор
- 7 октомври – Димитър Иванов, български футболист
- 8 октомври – Мат Деймън, американски актьор, сценарист и продуцент
- 12 октомври – Славейко Димитров, български футболист
- 14 октомври – Васко Василев, български цигулар
- 25 октомври – Карстен Йоргенсен, датски спортист
- 6 ноември
  - Димчо Данов, български футболист
  - Итън Хоук, американски актьор
- 14 ноември
  - Илиян Банев, български футболист
  - Параскева Джукелова, българска актриса
  - Юлиян Джевизов, български футболист
- 17 ноември – Пламен Петков, български журналист и сценарист
- 18 ноември – Пета Уилсън, австралийска актриса
- 27 ноември – Коста Марков, български попфолк певец
- 9 декември – Анна Гавалда, френска писателка
- 11 декември – Еркан Петеккая, турски актьор
- 12 декември – Хайри Садъков, български политик и икономист
- 14 декември – Анна Мария Йопек, полска певица и музикант
- 16 декември – Ивелин Иванов, български политик
- 17 декември – Ладо Гургенидзе, премиер на Грузия
- 21 декември – Георги Варадев, български футболист
- 23 декември – Емил Енев, български музикант и композитор
- 24 декември 
  - Еймори Ноласко, американски актьор
  - Николай Табаков, български политик, музикант и художник
- 29 декември – Енрико Киеза, италиански футболист
- 30 декември – Ивайло Гаврилов, български волейболист

## Починали
- Пиер Вейрон, френски автомобилен състезател
- Рафаел Камхи, български революционер
- 3 януари – Константин Константинов, български писател и преводач (р. 1890)
- 29 януари – Базил Лидъл Харт, британски историк и стратег
- 2 февруари – Бъртранд Ръсел, британски философ и математик, нобелов лауреат за литература (р. 1872)
- 9 февруари – Итало Гариболди, италиански офицер
- 16 февруари – Лазар Добрич, български цирков артист, педагог и режисьор
- 17 февруари – Шмуел Йосеф Агнон, израелски писател
- 5 март – Христо Стоянов, български политик
- 11 март – Ърл Стенли Гарднър, адвокат и писател
- 14 март – Фриц Перлс, германски психиатър и психоаналитик
- 17 март – Фернан Кромелинк, белгийски драматург
- 18 март
  - Тинка Краева, оперетна актриса
  - Уилям Бюдайн, американски режисьор (р. 1892)
- 21 март – Марлен Хаусхофер, австрийска писателка (р. 1920)
- 31 март – Семьон Тимошенко, съветски маршал (р. 1895)
- 14 април – Дейвид Маунтбатън, трети маркиз на Милфорд Хейвън
- 20 април – Паул Целан, австрийски поет и преводач
- 27 април
  - Крум Колев, български военен деец
  - Никола Недев, български офицер и политик
- 12 май – Нели Закс, немска писателка
- 28 май – Георги Найденов, български футболист
- 8 юни – Ейбрахам Маслоу, американски психолог (р. 1908)
- 11 юни – Александър Керенски, Руски революционер и политик
- 21 юни – Сукарно, индонезийски политик (р. 1901)
- 29 юни – Щефан Андрес, немски писател (р. 1906 г.)
- 10 юли – Веселин Стайков, български художник (* 1906)
- 15 юли – Ерик Берн, американски психолог
- 27 юли – Антонио ди Оливейра Салазар, португалски политик
- 1 август – Ото Варбург, германски биохимик
- 10 август – Асен Христофоров, български икономист
- 11 август – Георги Каракашев, български художник и сценограф (р. 1899)
- 15 август – Виктор Сапарин, руски писател (р. 1905)
- 1 септември
  - Франсоа Мориак, френски писател (р. 1885)
  - Зорка Йорданова, българска актриса
- 3 септември – Васил Гендов, български актьор и режисьор (р. 1891)
- 5 септември – Йохен Ринт, пилот във Формула 1 (р. 1942)
- 14 септември – Рудолф Карнап, немско-американски философ
- 18 септември – Джими Хендрикс, американски рок-музикант (р. 1942)
- 28 септември – Гамал Абдел Насър, президент на Египет (р. 1918)
- 4 октомври – Джанис Джоплин, американска рок-певица (р. 1943)
- 23 септември – Бурвил, френски актьор (р. 1917)
- 3 ноември – Петър II, крал на Югославия
- 9 ноември
  - Шарл дьо Гол, френски генерал и политик, президент на Франция (1958 – 1969) (р. 1890)
  - Тръпко Василев, български художник и галерист
- 19 ноември – Андрей Ерьоменко, съветски маршал (р. 1892)
- 25 ноември – Юкио Мишима, японски писател.
- 28 ноември – Фриц фон Унру, немски писател и художник (р. 1885 г.)

## Нобелови награди
- Физика – Ханес Алфвен, Луи Йожен Фелик Неел
- Химия – Луи Лелоар
- Физиология или медицина – Бернард Кац, Улф фон Ойлер, Джулиъс Акселрод
- Литература – Александър Солженицин
- Мир – Норман Борлауг
- Икономика – Пол Самюелсън

## Филдсов медал
Алън Бейкър, Хидзуки Хиронака, Сергей Новиков, Джон Томпсън